# Mauro Staccioli

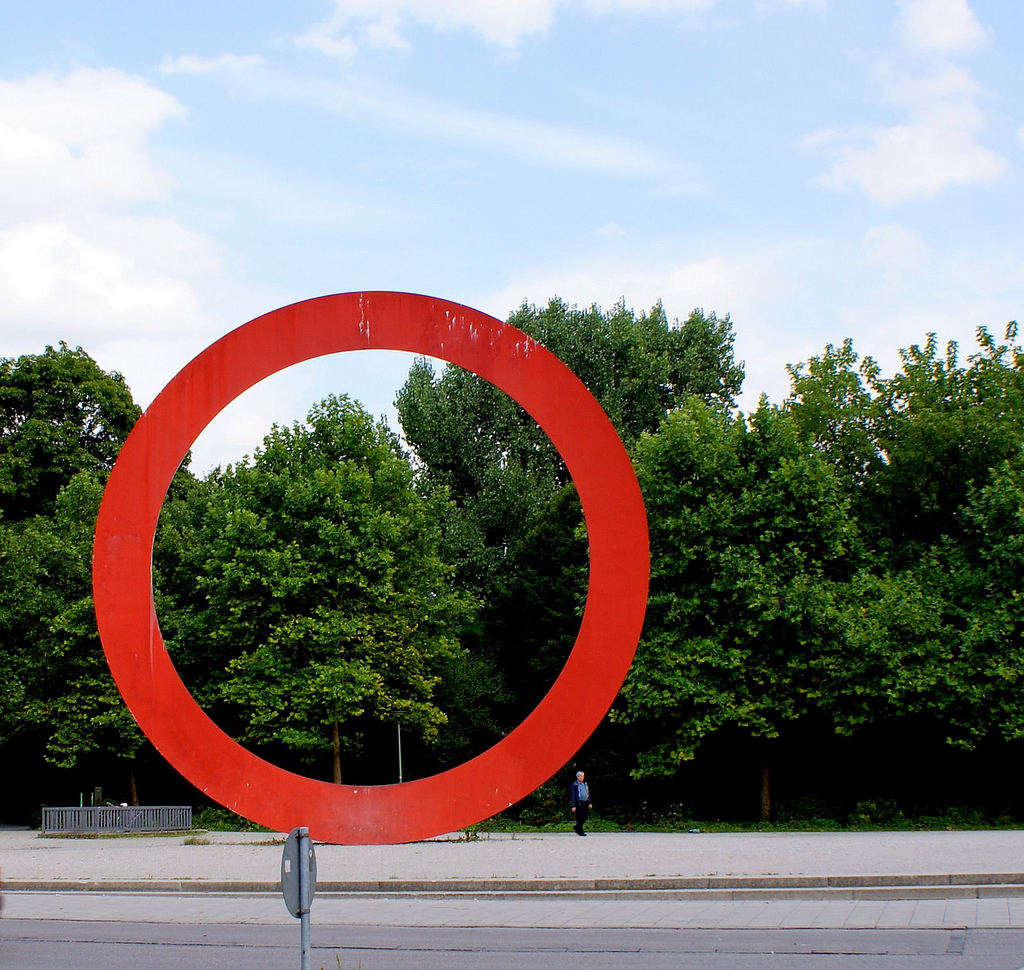
"Der Ring" in München

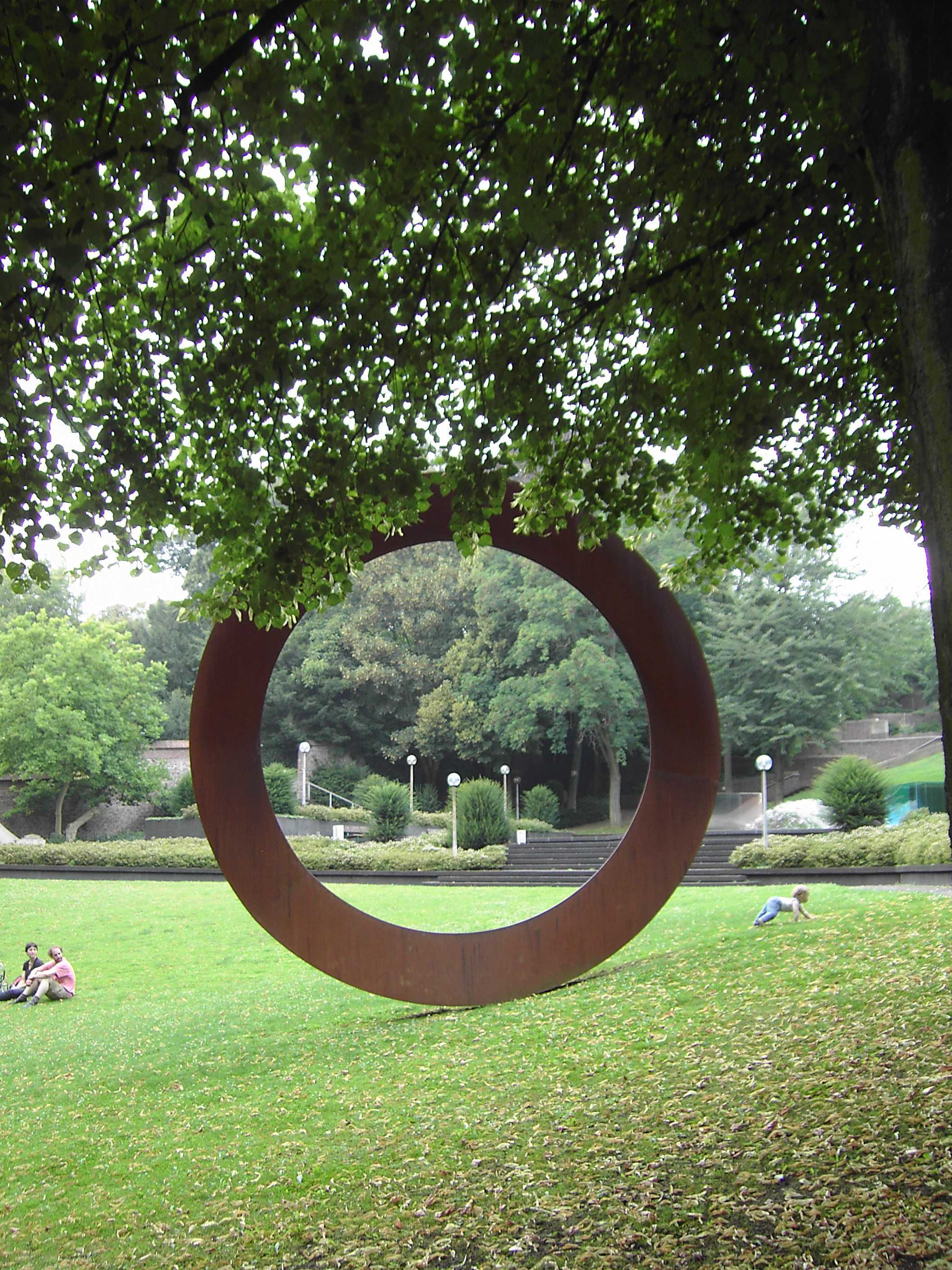
Anello, beeldenpark van Museum Abteiberg in Mönchengladbach

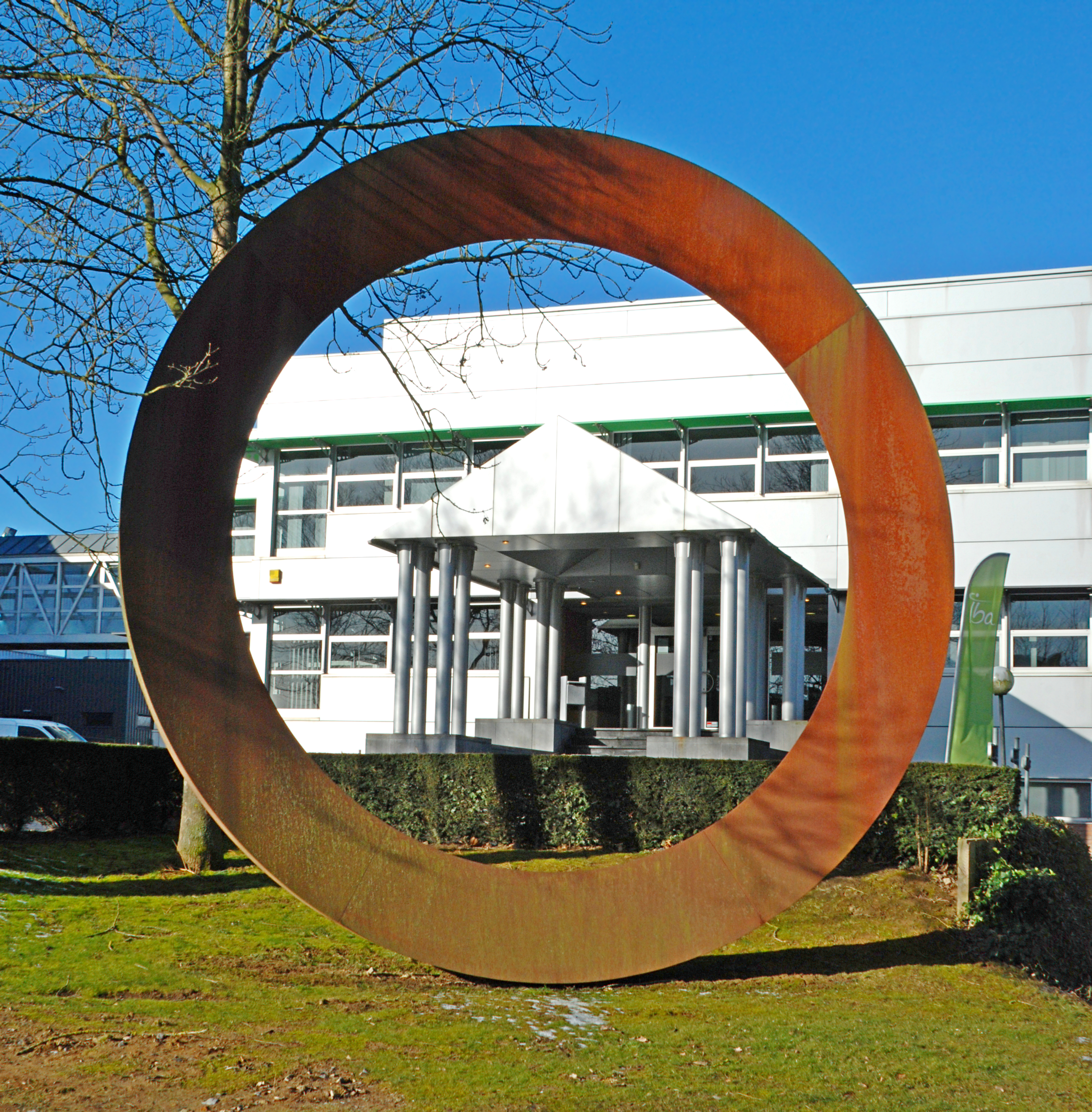
Anneau, Mauro Staccioli, Louvain-la-Neuve, België

Mauro Staccioli (Volterra, 11 februari 1937 – Milaan, 1 januari 2018) was een Italiaanse beeldhouwer.

## Leven en werk
Staccioli volgde tot 1954 een kunstopleiding aan het Instituto Statale d'Art. Hij was docent aan instituten in Cagliari en Lodi. In 1968 volgde zijn benoeming aan de Accademia di Belle Arti di Brera in Milaan.
Sinds eind zeventiger jaren was hij werkzaam als omgevingskunstenaar met land art en site specific projecten. Zijn werken zijn vooral geometrisch-abstract: de cirkel, het vierkant, de driehoek. Hij noemt zijn werken Sculpture-Interventions.
Hij nam in 1976 en 1978 (met zijn werk Muro- een vierkant in cement uitgevoerd) namens Italië deel aan de Biënnale van Venetië. Staccioli werd uitgenodigd voor Köln Skulptur 2 (2000/2001), 3 (2001/2003), 4 (2007/2009) en 5 (2009/2011) in Skulpturenpark Köln in Keulen. Werken van Staccioli bevinden zich in musea, beeldenparken en in de openbare ruimte in vele steden in Europa en de Verenigde Staten, maar vooral in België (Brussels Hoofdstedelijk Gewest) en in Italië (onder andere Vent'anni prima (1988) in het Centro per l'arte contemporanea Luigi Pecci in Prato).
Staccioli overleed op 80-jarige leeftijd in zijn woning in Milaan in de nacht van 31 december 2017 op 1 januari 2018.

## Werken (selectie)
- Scultura Celle (1982), Beeldenpark Villa Celle (Italië)
- Anello (1991), Col d'Ordino in Ordino-Arcalis (Andorra)
- Untiteld (Homage to Jack Kerouac (1993), Pico Boulevard in Santa Monica (USA)
- Triangolo (1996) in opdracht van de Fondation européenne pour la sculpture in het Tournay-Solvay park, Watermaal-Bosvoorde
- Anello (Der Ring) (1996), München
- Equilibro Sospesso (1998), Rond-pont de l'Europe in Watermaal-Bosvoorde
- Anello, (2001), Skulpturengarten Museum Abteiberg in Mönchengladbach
- Camphor Taoyuan (2003) in Jiabanshan Sculpture Park, Taoyuan (Taiwan)
- Arc en ciel (2003) in Vorst
- Brufa 04 (2004) in Torgiano
- Anello in Volterra
- Arco rampante (2008/09), in het beeldenpark Il Giardino di Daniel Spoerri van de Zwitserse kunstenaar Daniel Spoerri